# Consigliere
Consigliere — "conselheiro", em italiano — é uma posição dentro da estrutura de liderança da máfia siciliana e americana. A palavra foi popularizada pelo romance The Godfather (1969), e sua adaptação para o cinema (1972). No romance, um consigliere é um consultor ou conselheiro para o chefe, com a responsabilidade adicional de representar o chefe em reuniões importantes, tanto no âmbito criminal familiar do chefe e com outras famílias do crime. O consigliere é um amigo próximo de confiança e confidente, a versão plebe de um estadista. Ele é desprovido de ambição e distribui conselhos desinteressados. 
A imagem pouco ativa do consigliere não corresponde com as informações públicas sobre organizações criminosas da realidade. Através das fontes populares, entende-se a gerência de uma organização mafiosa tomada por três pessoas, considerando o conselheiro. Chefe, subchefe e conselheiro constituem uma liderança de três representantes no poder — ou na "administração".

## Etimologia

Estrutura de uma família criminosa da máfia.

Em italiano, consigliere significa "conselheiro" ou "consultor" e ainda é um título empregado, por exemplo, aos membros das câmaras municipais na Itália e na Suíça. É derivado do latim consiliarius (conselheiro) ou consilium (conselho).
A terminologia aplicada pelas organizações criminosas norte-americanas, quando inspiradas no conceito europeu, é tomada a partir da máfia siciliana e sugere a analogia que imitar uma corte de um principado medieval italiano. Em Veneza, Itália, já fora empregada a liderança política do doge (duque) e um consigliere ducale (conselheiro do duque).

## A Máfia nos Estados Unidos
Enquanto o substituto temporário ou definitivo à função do chefe, durante a vacância, seria o subchefe (ou vice-chefe), o Consigliere exerce a responsabilidade equivalente a um ministro-chefe ou chanceler. No livro de Joe Bonanno A Man of Honor, o autor explica que, além das demais responsabilidades, o consigliere é um porta-voz do chefe diante dos encarregados e representantes menores da organização e, inclusive, legítimo para mediar e resolver disputas internas.
Joe Valachi menciona o misterioso Sandino arbitrando disputas, enquanto consigliere da Família Genovese, em 1940. Atualmente, deduz-se que os conselheiros sejam responsáveis por assuntos e deveres difusos em benefício das famílias que representam, pois as inovações tecnológicas trazem mudanças drásticas sobre os paradigmas das operações ilegais. 
Nos Estados Unidos, em 1971, o consigliere Joseph Yacovelli, da família Colombo, dirigiu uma campanha de assassinato contra o soldado ítalo-americano renegado, Joseph "Crazy Joe" Gallo, da mesma família. Cerca de duas décadas mais tarde, um outro conselheiro do Colombo, Carmine Sessa, liderou uma equipe de sucesso que tentou assassinar o chefe interino, Victor Orena. Em 1976, Frank Bompensiero foi nomeado consigliere da família criminosa de Los Angeles. Apesar disso, fora assassinado em uma cabine de telefone público em fevereiro de 1977.
A vigilância eletrônica policial, em 1979, registrou o chefe da máfia de Nova Inglaterra Raymond L.S. Patriarca falando sobre sua nomeação consigliere, indicando que a indicação não exigia consenso. Quando o consigliere de Nova Jersey, Stefano "Steve the Truck Driver" Vitabile, descobriu em 1992 que o subchefe de sua família, John "Johnny Boy" D'Amato, era bissexual, ele ordenou que o matassem. Em 1993, Paul Gulino, um traficante de drogas e associado da Família Bonanno, foi assassinado depois que ele supostamente "colocou as mãos" no conselheiro da família.
James Ida, o consigliere da Família Genovese, está sob regime de encarceramento, ainda vivo, condenado à prisão perpétua desde 1996. Dominick Cirillo é também conselheiro pela família. Joseph Corozzo é o atual conselheiro da Família Gambino e Anthony Rabito da Família Bonanno — informação que depende da divulgação de informações mais atualizadas.

## Na cultura popular
Nos filmes The Godfather e The Godfather: Part II, o consigliere de Don Vito Corleone (Marlon Brando), e mais tarde Don Michael Corleone (Al Pacino), é Tom Hagen (interpretado por Robert Duvall). No romance, o antecessor de Tom, Genco Abbandando, é brevemente apresentado, morrendo em um quarto de hospital no dia do casamento de Connie. Esta cena foi filmada para o primeiro filme, e foi incluída em algumas mostras de televisão.
Hagen é o filho adotivo de Don Vito Corleone, e atua como o advogado da família. No final de The Godfather, o sucessor de Don Vito e filho, Michael, rebaixa temporariamente Hagen dentro da organização, dizendo que as coisas poderiam ficar ásperas durante o movimento da família para Las Vegas, e ele precisa de um "conselheiro de guerra". Em uma cena anterior, Sonny Corleone, irmão mais velho de Michael e atuando como Don depois da tentativa de assassinato de Vito Corleone, da mesma forma critica Hagen. Vito Corleone, o pai de Michael, substitui Hagen ao lado de Michael, como de facto consigliere até sua morte. Tom é reintegrado após a morte de Vito.
Na série de televisão The Sopranos, Silvio Dante é o consigliere de Tony Soprano. No episódio de The Simpsons "Donnie Fatso", Homer explica a um agente do FBI que ele era ao mesmo tempo consigliere de Fat Tony (consulte "The Mook, the Chef, the Wife and Her Homer"), mas tem dificuldade para pronunciar a palavra e apenas diz "sua Robert Duvall"; uma referência ao personagem de Duvall na série The Godfather. No filme Analyze This, Billy Crystal é nomeado consigliere ao personagem de Robert De Niro durante uma reunião.